# Керавнийские горы
Керавнийские горы, Кера́вны, Керавнские горы, Кера́вния (алб. Mali i Kanalit, греч. Κεραύνια Όρη), Химарные горы или Химара (Όρη Χειμάρας) — горный массив на крайнем юго-западе современной Албании в албанской Ривьере в области Влёра, спускающийся откосами прямо в Ионическое море. Высочайший пик — Чика высотой 2044 (2045) м над уровнем моря. Второй по высоте пик — Кьореш (алб. Qorres) высотой 2018 метров. Начинаются горы на юге у Саранды, длиной примерно 100 километров. Разделяются высокогорным перевалом Логара на западную и восточную части. Западной оконечностью является полуостров Карабурун, чьё греческое название Акрокеравния даёт название западной части Керавнийских гор — Акрокеравнийские горы (алб. Malësia Akrokeraune, греч. Ακροκεραύνια Όρη). Продолжением гор является остров Сазани.
Мыс Гюхеза, западная оконечность Карабуруна, называемый итальянцами мыс Лингвета (итал. Linguetta), вместе с мысом Отранто полуострова Салентина задаёт узкую точку пролива Отранто. Древнеримский поэт Вергилий писал в «Энеиде»:
В море выходим мы вновь, близ Керавнии скал проплываем:

Путь в Италию здесь, средь зыбей здесь короче дорога.
Оригинальный текст (лат.)Prouehimur pelago uicina Ceraunia iuxta,

unde iter Italiam cursusque breuissimus undis.

В горах находится Национальный парк «Ллогара». Через перевал Логара у горы Чика проходит национальная дорога SH8 и соединяет Влёру, Орикум, Химару и Саранду.
Греческое название гор происходит от греч. κεραυνός — молния из-за часто собирающихся там туч. Албанцы часто называют горы южнее Логары горами Вететимес (алб. Malet e Vetëtimes) от алб. vetëtimë — «молния».

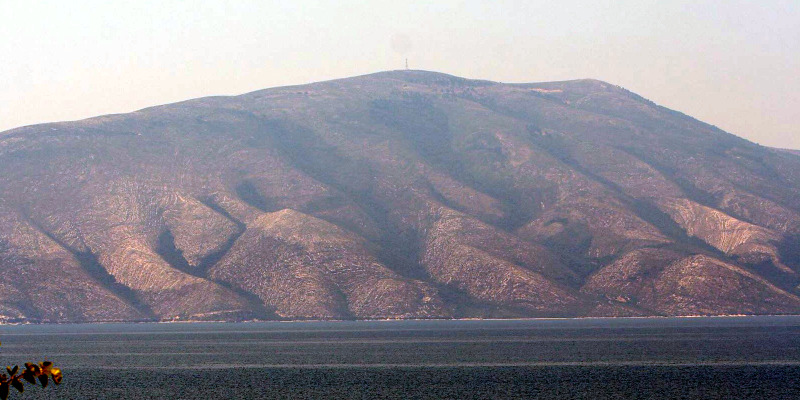
Полуостров Карабурун
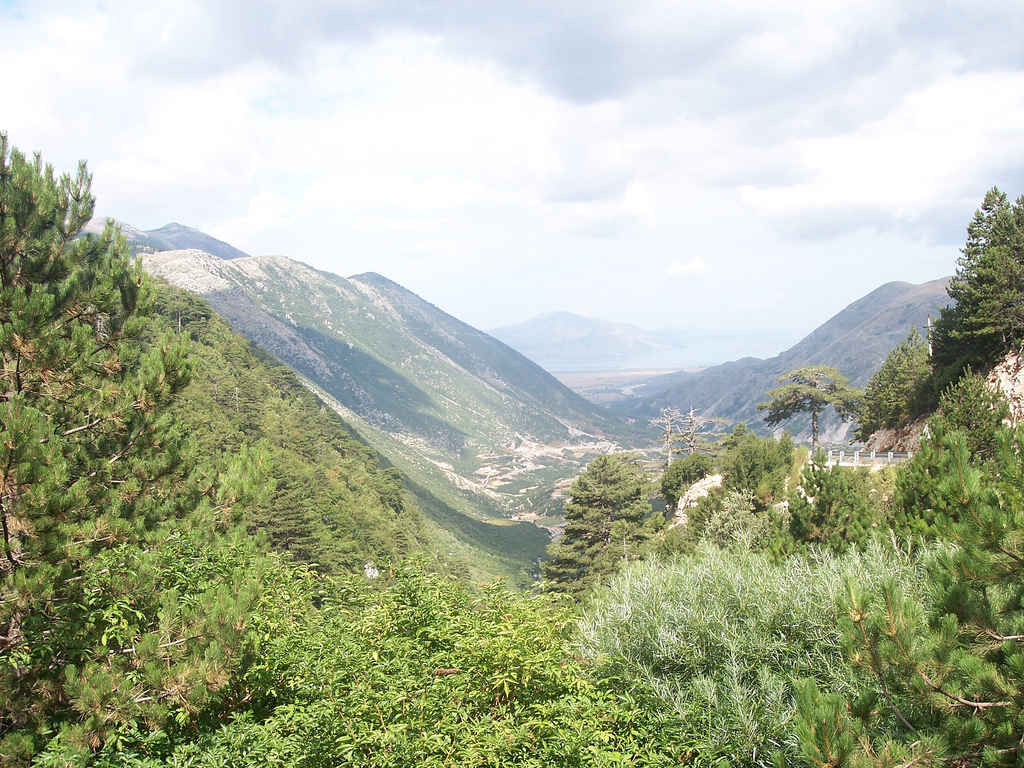
Перевал Логара